# Changhsingi
A changhsingi a késő perm földtörténeti kor két korszaka közül a második, amely 254,14 ± 0,07 millió évvel ezelőtt (mya) kezdődött a wuchiapingi korszak után, és 251,902 ± 0,024 mya ért véget a triász időszak kora triász korának indusi korszaka előtt.

## Meghatározása
A Nemzetközi Rétegtani Bizottság meghatározása szerint a changhsingi emelet alapja (a korszak kezdete) a Clarkina wangi konodontafaj megjelenésével kezdődik. Az emelet tetejét (a korszak végét) a Hindeodus parvus konodontafaj megjelenése jelzi.